# Centrostigma
Centrostigma là một chi thực vật có hoa trong họ Orchidaceae.